# 阿爾科維 (喬治亞州)
紐伯恩（英語：Newborn）是位於美國喬治亞州牛頓縣的一個非建制地區。該地的面積和人口皆未知。

## 地理
紐伯恩的座標為33°38′23″N 83°47′13″W / 33.63972°N 83.78694°W，而該地的平均海拔高度為219米（即718英尺）。